# Regne de Sevilla
El Regne de Sevilla va ser un regne que formà part, amb altres regnes, de la Corona de Castella des que els cristians van conquerir la ciutat el 1248 gràcies a l'empenta de la Reconquesta duta a terme per part del rei Ferran III de Castella.
Després de la reconquesta una nova cultura va prendre la ciutat, els jueus, acudien des de tots els racons, principalment de Toledo sembla que rebotats d'aquells que un segle anterior havien fugit del Betis al Tajo, alguns dels més influents van sortir beneficiats al fer el repartiment de la ciutat. Mai van ser ben vists a causa de la seva destresa econòmica i per la mateixa església cristiana. Entre els anys 1354 i 1391 l' aljama (comunitat jueva) va ser contínuament assaltada i saquejada. Un decret de 1483 va anunciar que es començaria a expulsar de la regió andalusa en general als jueus que no es convertissin al cristianisme, el 1492 van ser expulsats de tot el país al costat de la resta de jueus del regne.
Els Reis Catòlics van establir-hi la seva cort durant alguns anys, entre 1470 i 1478.
El descobriment del Nou Món el 1492 va ser molt significatiu per a la ciutat de Sevilla. El 1502 els monarques van fundar la Casa de Contractació, que actualment és l'Arxiu d'Índies, i des de Sevilla es dirigiria i contractaven els viatges, controlant les riqueses que arribaven d'Amèrica sent el seu principal port d'enllaç. Això va comportar una gran expansió urbana superant els 100.000 habitants i convertint-se en la ciutat més gran dels regnes hispànics. Fou en aquesta època en què es va acabar de construir la Catedral, i altres edificis nous com la Casa de Pilatos, el Palau de les Ames i la Col·legiata del Salvador.